# Kronprinzenpalais

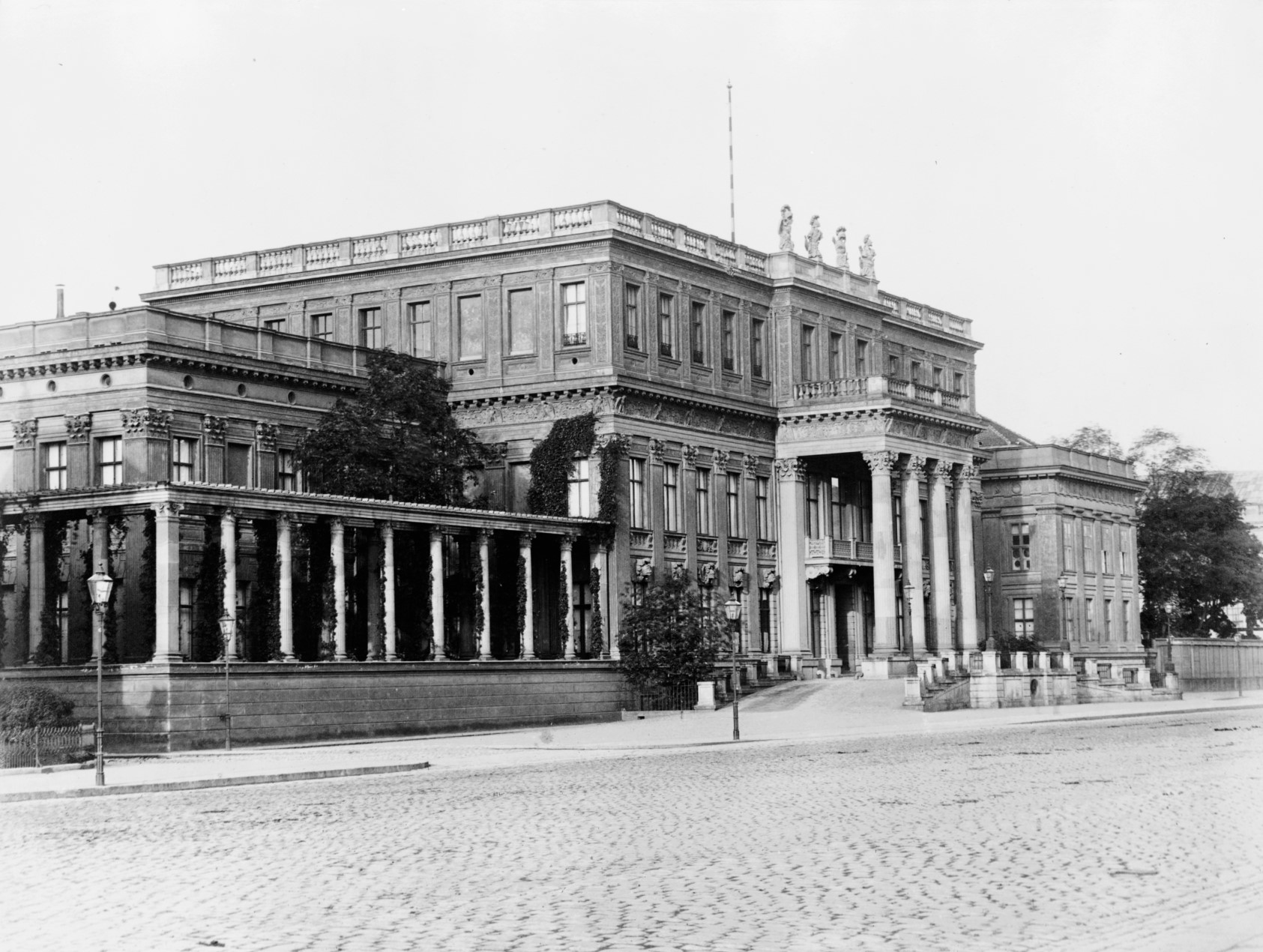
Aspecto do Kronprinzenpalais na segunda metade do século XIX.

O Kronprinzenpalais (Palácio do Príncipe Herdeiro) é um palácio neoclássico situado em Berlim, no início da avenida Unter den Linden, que por muito tempo serviu como um palácio de cidade da família real da Prússia. Entre 1919 e 1939 serviu como "Novo Departamento da Galeria Nacional de Berlim" (Neue Abteilung der Nationalgalerie Berlin), o primeiro museu de arte contemporânea do mundo. Durante a Segunda Guerra Mundial foi totalmente destruído. Foi reconstruído em 1968 e serviu como casa de hóspedes para as visitas de Estado da RDA. Actualmente, realizam-se no Kronprinzenpalais exposições e eventos culturais.

## História

### De 1663 a 1732
O palácio foi construído em 1663 como uma residência privada do secretário de gabinete Johann Martitz. Entre 1706 e 1732 o palácio serviu como residência oficial do Governador de Berlim.

### Palácio da Casa Real Prussiana (1732-1918)

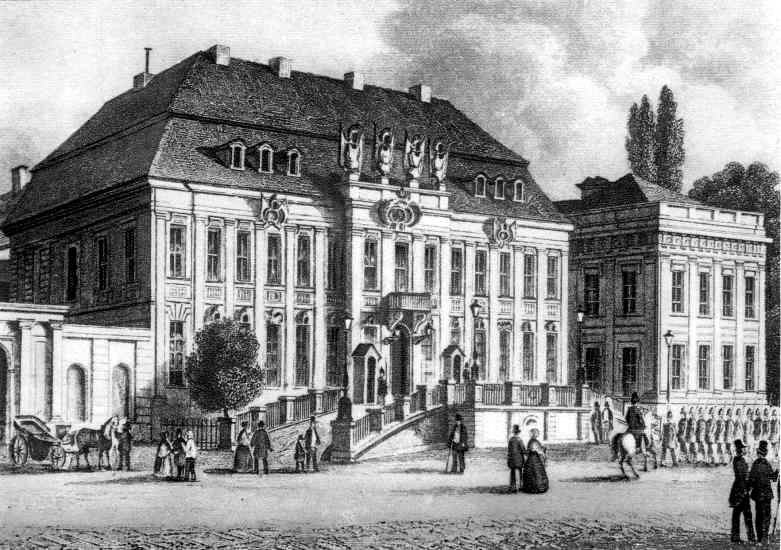
Aspecto do Kronprinzenpalais após as remodelações de 1732.

Em 1732, o palácio foi transformado, por Philipp Gerlach, num palácio barroco com rampa de acesso e projecção central, para o Príncipe Herdeiro (Kronprinzen - Príncipe da Coroa), o futuro Rei Frederico II da Prússia. Desde então, serviu como residência de vários príncipes herdeiros, de onde deriva o seu nome actual. O futuro Rei Frederico Guilherme III da Prússia viveu no palácio a partir de 1793 com a sua esposa, a futura Rainha Luisa, e os seus filhos. Aquele monarca continuou a residir aqui mesmo após a suas subida ao trono, em 1797, e até à sua morte, ocorrida em 1840. Entre 1795 e 1797 o escultor Johann Gottfried Schadow produziu no Kronprinzenpalais o famoso "Prinzessinnengruppe" (Grupo das Princesas), uma dupla estátua das princesas Luísa e Frederica da Prússia. Depois do então desconhecido Karl Friedrich Schinkel ter redesenhado várias salas do palácio, Frederico Guilherme III contratou-o para lhe construir uma passagem superior sobre a Oberwallstraße de ligação ao Prinzessinnenpalais, o palácio onde, então, viviam as suas filhas.
Durante a Revolução de Março de 1848, os rebeldes tentaram ocupar o Kronprinzenpalais. Um artesão escreveu na parede a palavra "Nationaleigentum" ("propriedade nacional").

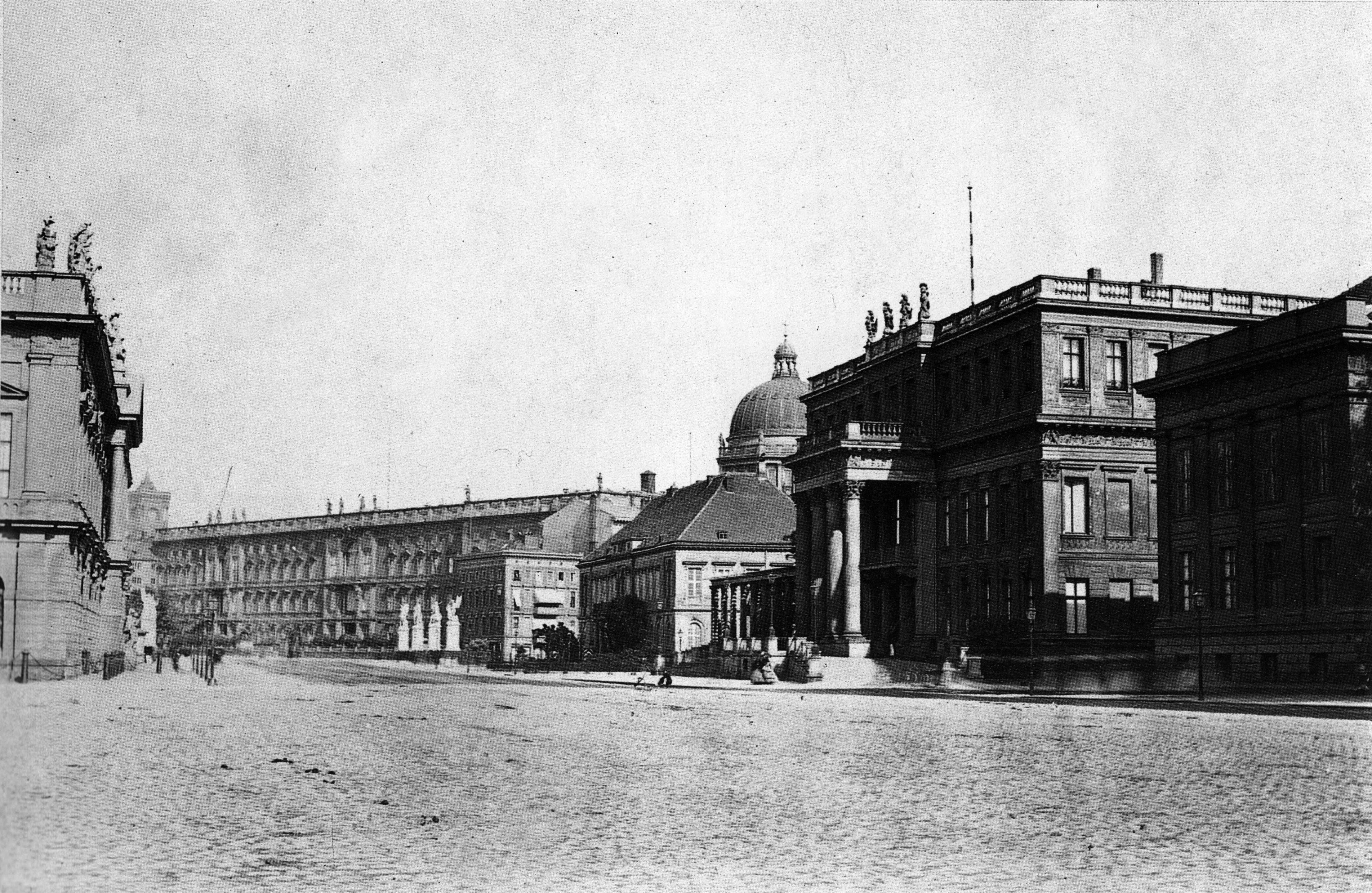
Aspecto do Kronprinzenpalais (à direita) e da avenida Unter den Linden em 1856.

Entre 1856 e 1857, o Kronprinzenpalais foi novamente remodelado, desta vez por Johann Heinrich Strack para o futuro Imperador Frederico III da Alemanha. Strack substituiu a mansarda original por um terceiro piso e cobriu a fachada barroca com ornamentação clássica, contendo a estrutura básica com pilastras colossais e forte entablamento. Também construiu no lado leste uma ala lateral recuada e dotou a zona de entrada dum pórtico colunado com varanda.
No dia 27 de Janeiro de 1859, nasceu no Kronprinzenpalais, num parto difícil, Guilherme II, o último Imperador da Alemanha. A sua mãe, a Princesa Real Vitória, educou-o naquele mesmo palácio em contacto regular com artistas e estudiosos, como Heinrich von Angeli, Anton von Werner und Adolph von Menzel. Após a morte do seu marido, Frederico III, ocorrida em 1888, o Kronprinzenpalais ficou quase vazio, já que Vitória se recolheu no novo Schloss Friedrichshof, palácio que lhe serviria de sede de viuvez. Guilherme, o último Príncipe Herdeiro dos Hohenzollern, e a sua esposa, Cecília de Mecklemburgo-Schwerin, só o usariam nos meses de Inverno entre 1905 e 1918, uma vez mais como residência de cidade.
Durante a Revolução de Novembro de 1918, a rampa do Kronprinzenpalais é usada pelos líderes revolucionários para se dirigirem às massas. Depois da abolição da monarquia, o edifício foi entregue, em 1919, à Galeria Nacional de Berlim (Berliner Nationalgalerie).

### Galeria dos Vivos (1918-1945)

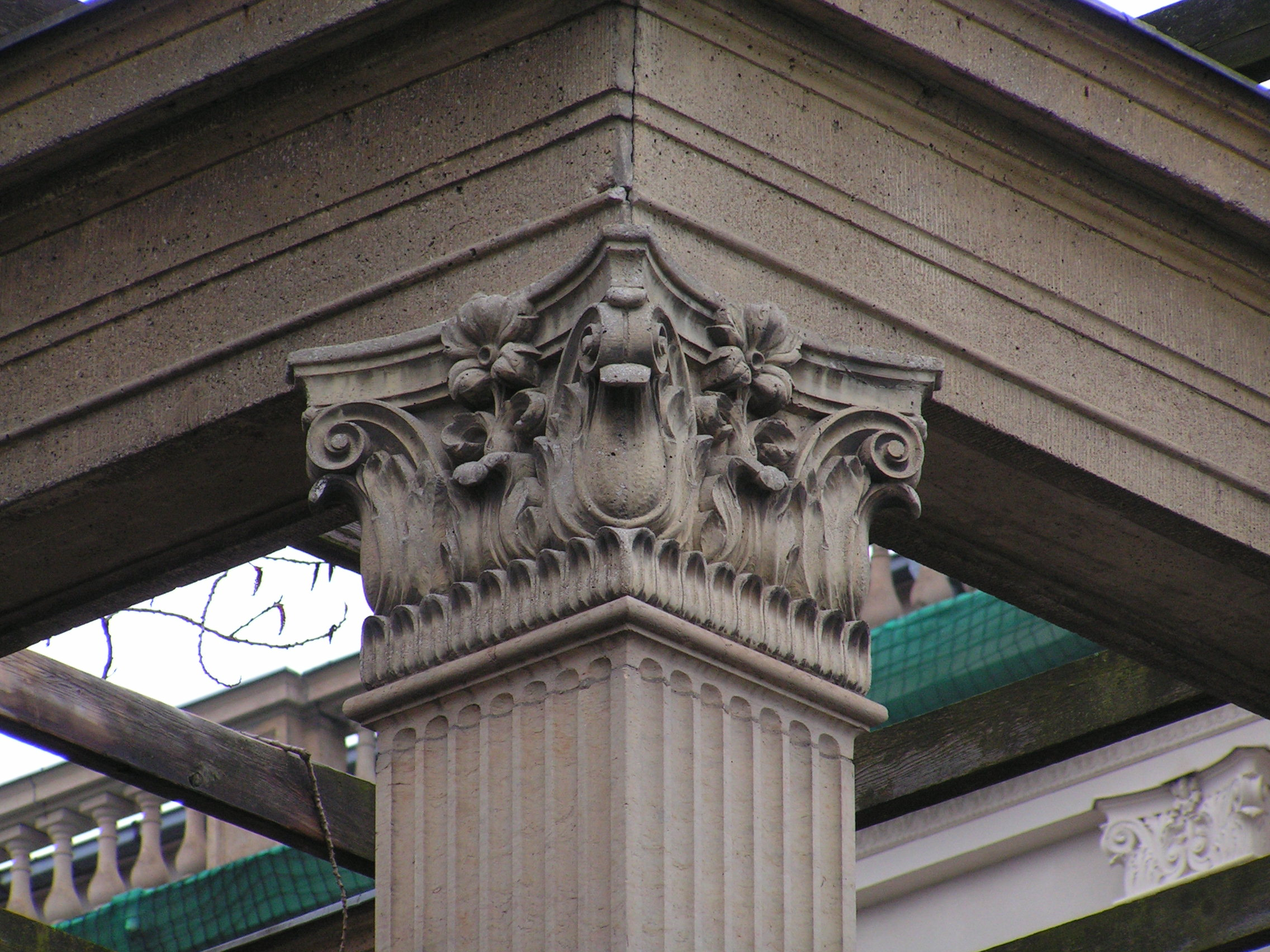
Detalhe duma coluna.

Ludwig Justi fixou no Kronprinzenpalais o Departamento Moderno da Galeria Nacional de Berlim (Moderne Abteilung der Berliner Nationalgalerie), que aqui esteve instalado - no final com restrições - até 1937. No dia 4 de Agosto de 1919 abriu a Galeria dos Vivos (Galerie der Lebenden). 150 pinturas e esculturas da autoria de impressionistas franceses, assim como obras da Secessão de Berlim, da Galeria Naiconal tomaram o seu lugar no palácio reconvertido. No piso superior foram expostas obras de artistas do movimento Die Brücke de Dresden e de outros expressionistas.
Com este espaço único de exposição permanente de arte moderna, Ludwig Justi criou o tipo actual de Museu de Arte Contemporânea, tendo servido, com a sua galeria "experimental", como modelo para outros museus, como o Museum of Modern Art (MoMA) de Nova York.
Em 1933, o Reichskanzler Adolf Hitler ordenou uma "depuração". O desenvolvimento do Kronprinzenpalais foi subitamente interrompido. Em Maio de 1936, sob orientação da Gestapo, foram confiscadas obras de arte moderna e queimadas na caldeira do edifício. Em 1936, foi fechado o piso superior, onde se encontravam pinturas e esculturas da autoria de expressionistas alemães.
No dia 7 de Julho de 1937 foram apreendidas no Kronprinzenpalais 435 obras, incluindo 100 trabalhos de expressionistas, a fim de serem recrutadas para a exposição "Arte Degenerada", inaugurada em Munique no dia 19 do mesmo mês. Naquele mesmo mês pesou sobre grande parte das pinturas expressionistas o veredicto de "arte decadente" (Verfallskunst). Assim terminou a época gloriosa desta colecção incomparável.
Em Março de 1945, na fase final da Segunda Guerra Mundial, o palácio foi atingido por um bombardeamento que lhe destruíu as paredes exteriores, sendo demolido depois da guerra.

### Tempos modernos (a partir de 1968)

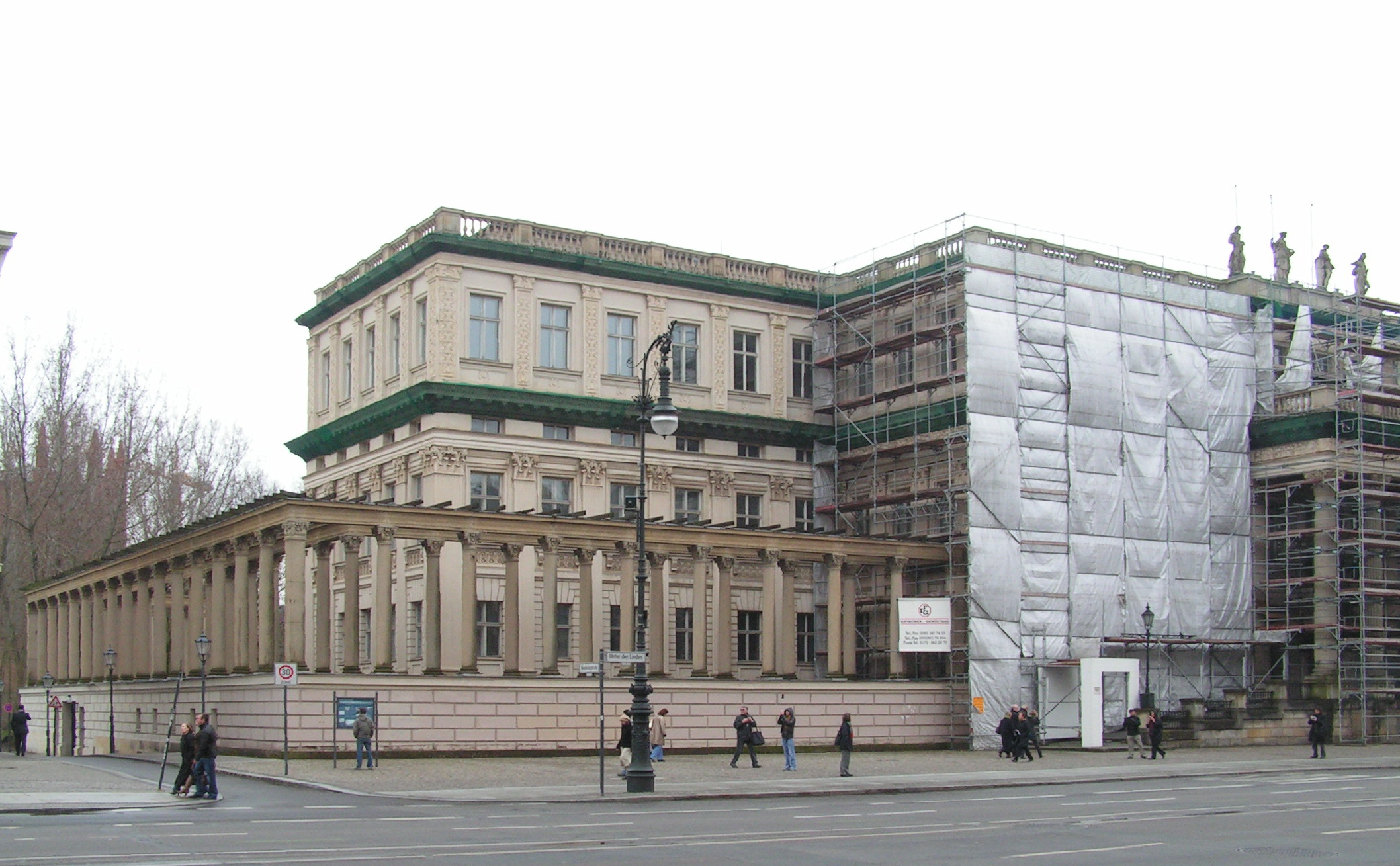
Aspecto do Kronprinzenpalais em 2008.

Entre 1968 e 1969, o Kronprinzenpalais foi reconstruído na sua forma alterada por Strack pelo aluno da escola Bauhaus Richard Paulick, com o interior do edifício adaptado aos tempos modernos. Desde então, serviu sob o nome de Palais Unter den Linden (Palácio Sob as Tílias) como casa de hóspedes para as visitas de Estado à RDA. Foi deste modo que ali se realizou um buffet no dia 21 de Dezembro de 1972, aquando da assinatura do tratado básico entre a RDA e a República Federal da Alemanha. No dia 31 de Agosto de 1990 foi assinado no Kronprinzenpalais o Tratado de Unificação.
Mais tarde, o Senado de Berlim instalou-se no edifício.

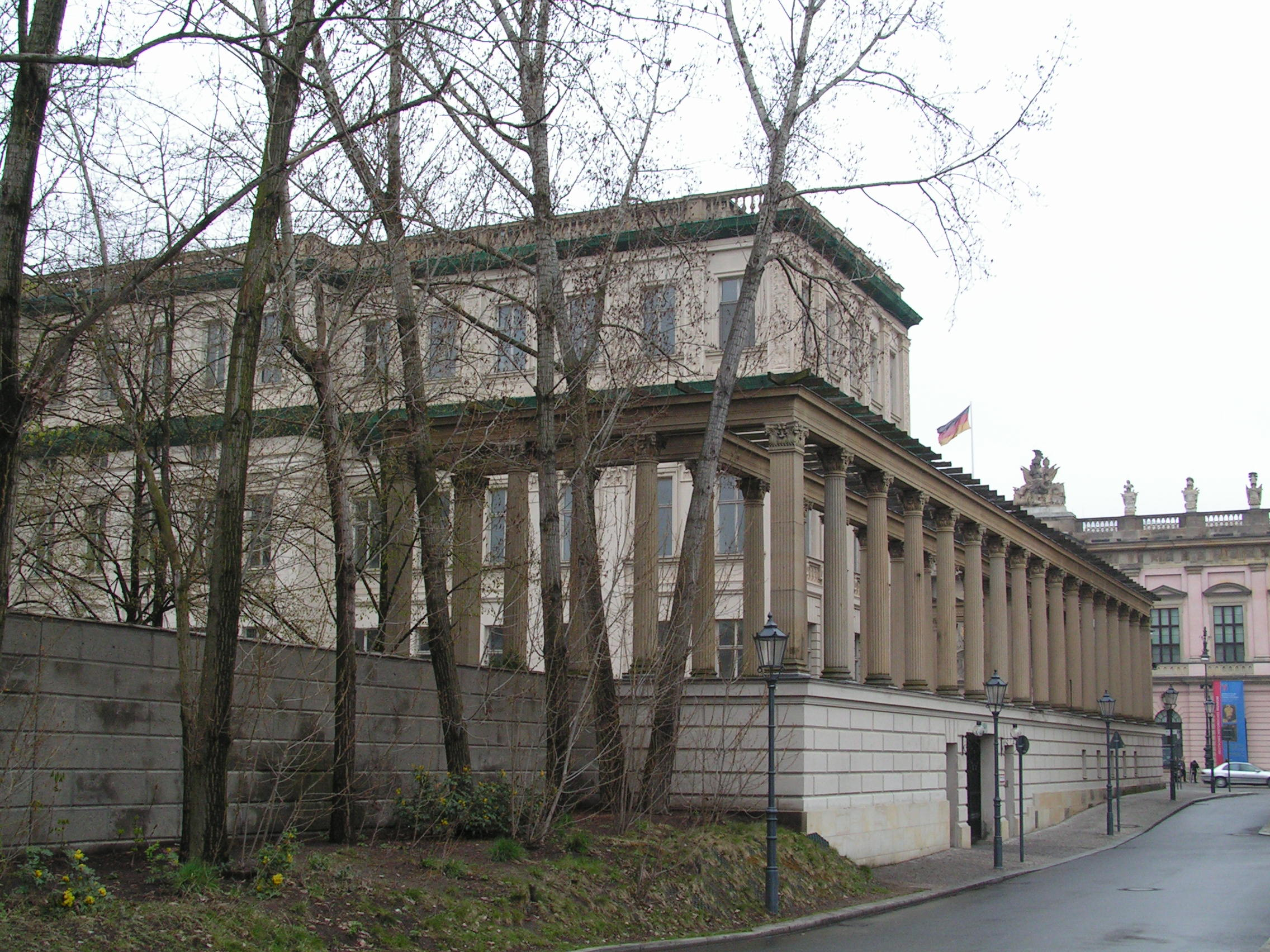
Vista lateral do palácio em 2008.

Entre 1998 e 2003, o Deutsche Historische Museum utilizou o palácio durante a reconstrução da sua casa principal - o antigo Palácio do Arsenal de Berlim - para exposições temporárias, agora realizadas na recém-inaugurada extensão do museu. Mesmo após a partida dos Historischen Museums, o edifício continuou a ser usado para exposições temporárias e outros eventos culturais; deste modo, em 2005 esteve patente no Kronprinzenpalais a grande exposição "Albert Einstein - Engenheiro do Universo" (Albert Einstein - Ingenieur des Universums).
Na Primavera de 2006 o Kronprinzenpalais acolheu a peça de teatro interativa Alma, sobre a musa artística Alma Mahler-Werfel, na qual se representavam em simultâneo diferentes cenas em todos os espaços do edifício. Neste período, o interior do palácio sofreu uma reconstrução histórica temporária.
No Outono de 2006 teve lugar no Kronprinzenpalais a polémica exposição "Caminhada Forçada - Fuga e Expulsão na Europa do século XX" (Erzwungene Wege - Flucht und Vertreibung im Europa des 20. Jahrhunderts).

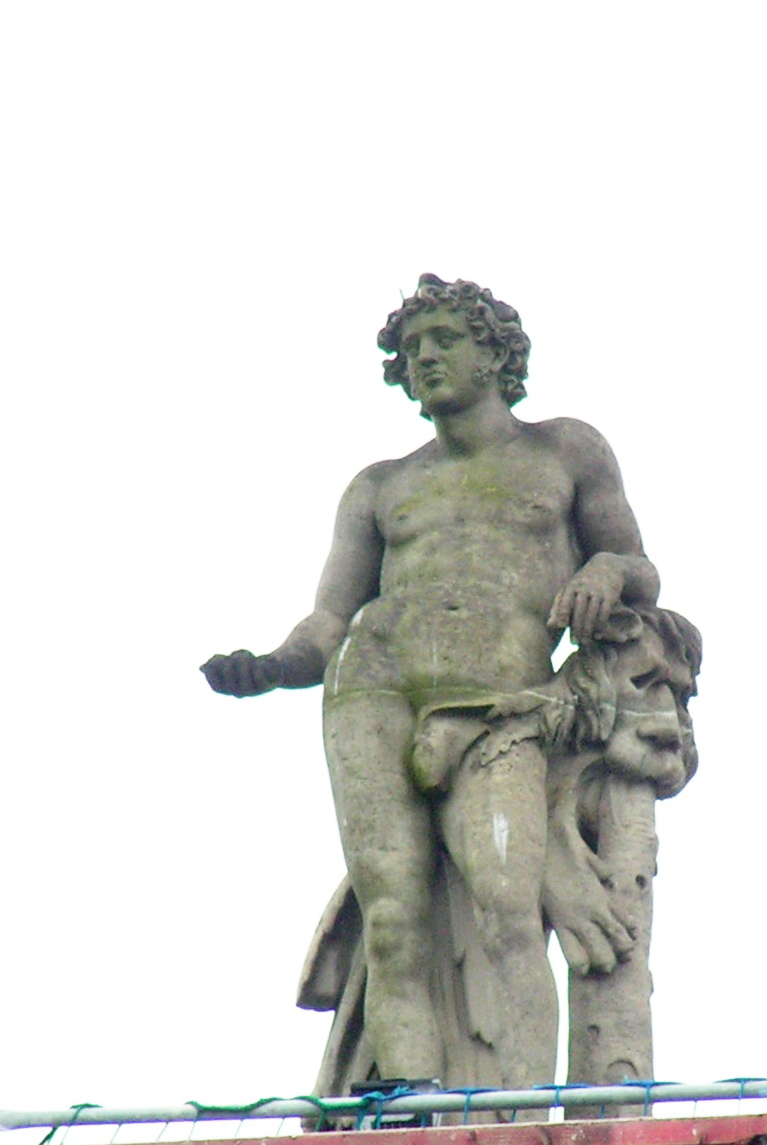
Estátua no alto da fachada
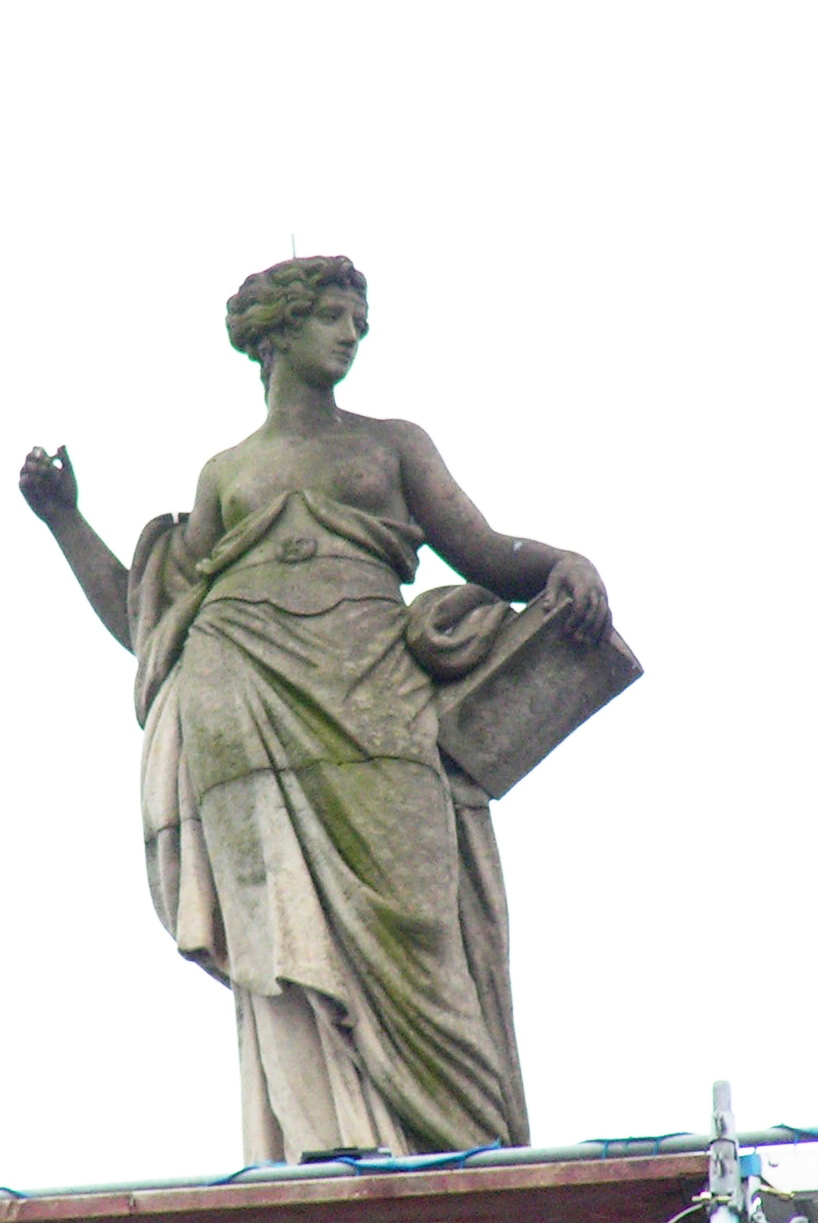
Estátua no alto da fachada
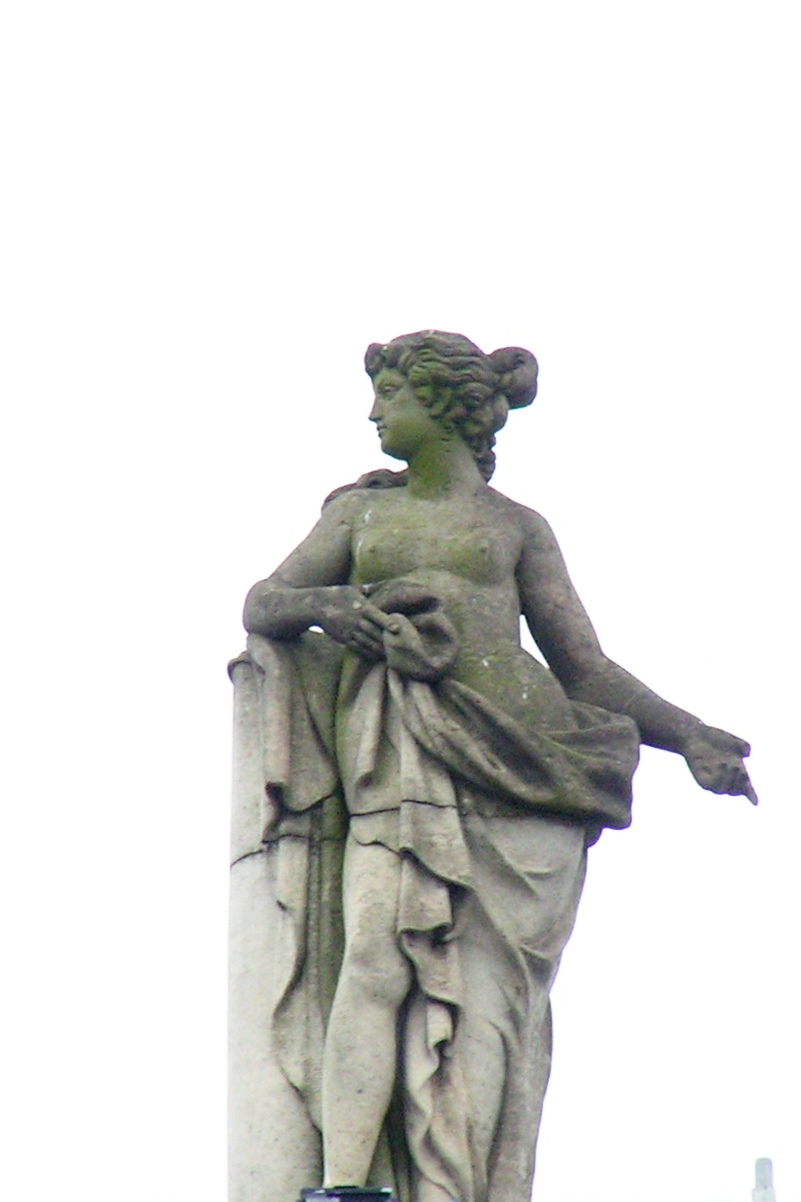
Estátua no alto da fachada
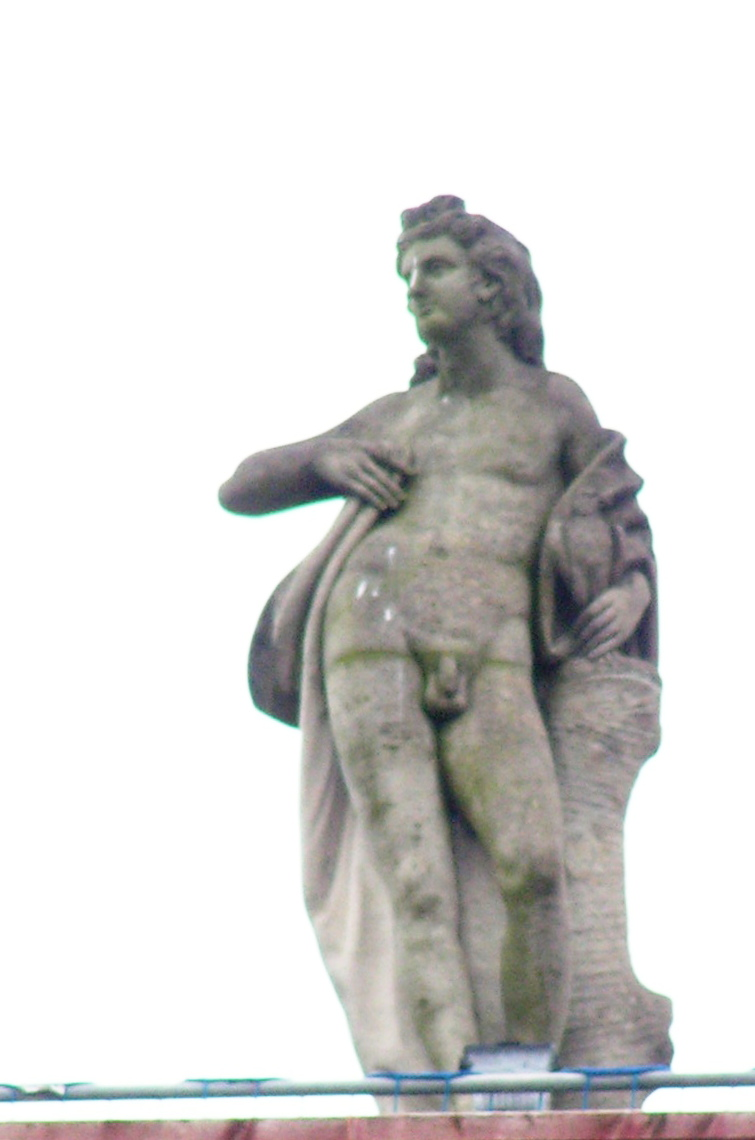
Estátua no alto da fachada